# Trempulcahue
Los trempulcahue conocida también como tempulcalhue (del mapuche trempülkalwe), son cuatro criaturas sobrenaturales perteneciente a la mitología mapuche, encargada de llevar el alma de los muertos hacia su lugar de descanso.

## Leyenda
Estas criaturas  son cuatro ballenas que llevan a las almas de los muertos hasta el lugar del "Ngill chenmaywe" (el sitio para la reunión de la gente), conocida también como "Ngül chenmaywela"; y que se relaciona mayoritariamente con la Isla Mocha, al frente de la provincia de Arauco, en Chile. Estas ballenas serían cuatro mujeres ancianas que son transformadas en cetáceos para realizar esta tarea a la caída del sol de cada día. A estas criaturas nadie vivo puede verlas. 
Desde esta isla, las ánimas (püllü) se convertirían en  espíritu (alwe); y partirían hacia la lejana "región de Occidente". Para ello cada ánima debe hacer una contribución en llancas (piedrecillas de color turquesa) para pagar los servicios de transporte. Es por esto que al lado del difunto colocaban llancas, para que así pague el transporte.

### Variante de Chiloé

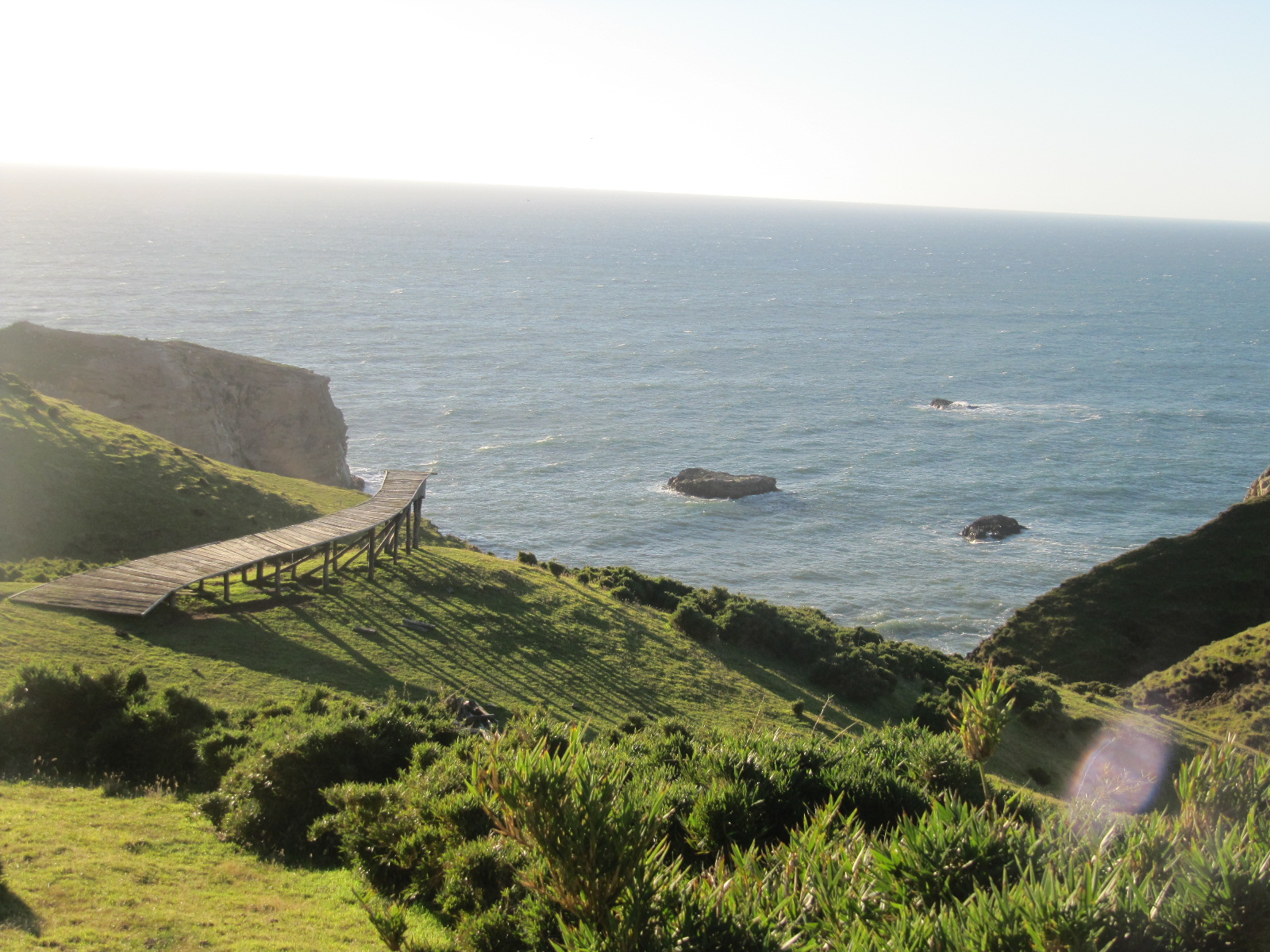
Muelle de las Ánimas construido en la punta Pirulil. Según la leyenda, hasta allí van las almas de los muertos a pedir balseo hacia el otro mundo.

En la mitología chilota, las comunidades huilliches de la zona de Cucao, en la costa occidental de la Isla Grande que da al Pacífico, tienen una versión ligeramente distinta producto del sincretismo entre la cultura mapuche y la Europea (traída por los conquistadores españoles), en el que Trempulcahue es conocido como Tempilcahue y representado como un Barquero (un ser de características similares al barquero Caronte; el cual presentaría un mal genio y castigaría a las almas con golpes de remo). El Barquero además cobraría una cantidad extra por el pasaje de los perros y caballos que acompañan a sus amos que han muerto. 
Así, cuando una persona muere en tierra, su alma va hasta la punta Pirulil y grita ¡balseo! para que acuda el Balsero de Almas en su barca del mismo nombre, y la conduzca al mundo espiritual que hay en la otra orilla. En cambio, referente a las almas de los muertos en el mar, estas serían llevadas por la Pincoya y sus hermanos hasta el mítico barco llamado Caleuche.